# Elecciones generales de Trinidad y Tobago de 1971

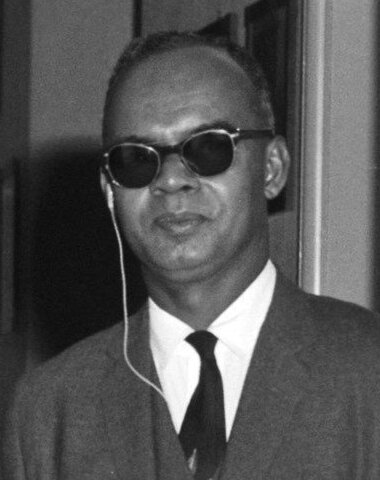
Eric Williams, líder del ganador Movimiento Nacional del Pueblo.

Elecciones generales tuvieron lugar en Trinidad y Tobago el 24 de mayo de 1971.  El resultado fue una victoria para el Movimiento Nacional del Pueblo, el cual obtuvo todos los 36 escaños.

## Boicot
Debido a un boicot por todos los partidos principales de oposición protestando contra fraude relacionado con máquinas de votación usadas en elecciones previas, la participación electoral fue de tan solo 33,2%.

## Resultados
| Partido                        | Votos   | %    | Asientos | +/-   |
| ------------------------------ | ------- | ---- | -------- | ----- |
| Movimiento Nacional del Pueblo | 99 723  | 84,1 | 36       | +12   |
| Partido Laborista Democrático  | 14 940  | 12,6 | 0        | -12   |
| Congreso Nacional Africano     | 2 864   | 2,4  | 0        | Nuevo |
| Independientes                 | 997     | 0,8  | 0        | 0     |
| Votos en blanco/nulos          | 73      | –    | –        | –     |
| Total                          | 118 597 | 100  | 36       | 0     |
| Fuente: Nohlen                 |         |      |          |       |